# Erasmo Cachay Mateos

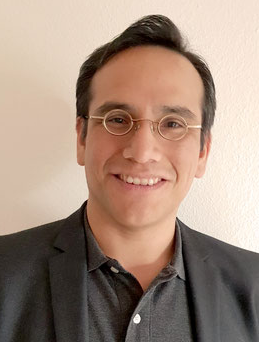
Erasmo Cachay Mateos (2019)

Erasmo Cachay Mateos (* 25. Juli 1977 in Lima) ist ein peruanischer Schriftsteller.

## Leben und Wirken
Erasmo Cachay Mateos besuchte die Primar- und Sekundarstufe an der Miraflores American School und machte 1993 seinen Abschluss. Im Jahr 1995 wanderte er nach Deutschland aus und absolvierte sein Studium der Elektrotechnik 2002 an der Universität Stuttgart. Sein Hauptinteresse galt außerdem der Literatur, Theater. Viele seiner Kurzgeschichten und Romanideen sowie Drehbücher entstanden in seiner Universitäts-Zeit.
Er begann seine berufliche Laufbahn 2003 in einem deutschen Wirtschaftsunternehmen und absolvierte sein MBA-Studium an der Universität Reutlingen. Seit 2011 arbeitet er als Projektleiter, hat sich auf Produktion (Manufacturing), Produktions- und Fertigungssysteme sowie Planungsprozess spezialisiert und hat im Automobilbereich an der Patentierung einer „Befestigungsvorrichtung für eine Leitung und Verfahren zum Befestigen einer Leitung“ mitgewirkt.
2014 begann seine literarische Karriere als Schriftsteller mit seinem ersten Roman La casa Dreyfuss. Er hat Gedichte publiziert und veröffentlichte 2017 seinen zweiten Roman Despues del nuevo amanecer. 2019 wurde sein drittes Buch, ein Kurzgeschichtenbuch Trazos urbanos, veröffentlicht. Ein erstes Videoprojekt als Regisseur entstand für die Band Palace Road.

## Veröffentlichungen
- La casa Dreyfuss, Editorial Amarante, 2014
- Despues del nuevo amanecer, Editorial Amarante, 2017
- Trazos urbanos, Kurzgeschichten, LCediciones, 2019